# Arthur Kaliyev
Arthur Kaliyev - en russe : Артур Калиев (né le 26 juin 2001 à Tachkent en Ouzbékistan) est un joueur professionnel américain de hockey sur glace. Il évolue à la position d'ailier gauche dans la LNH. 

## Biographie

### Carrière en club
Il est repêché en 2e ronde, 33e au total, par les Kings de Los Angeles au repêchage d'entrée dans la LNH 2019. Le 3 juin 2020, il signe son contrat d'entrée de 3 ans avec les Kings. 
Il fait ses débuts dans la LNH le 2 février 2021, face aux Ducks d'Anaheim. Durant le match, il inscrit son premier but en carrière chez les professionnels.
Lors du camps d'entraînement des Kings de la saison 2024-2025, il subit une fracture de la clavicule. Pour son retour au jeu en décembre 2024, il est cédé au Reign d'Ontario dans la LAH pour fins de conditionnement. Avec le Reign, il obtient deux points en cinq matchs avant d'être soumis au ballottage par les Kings. Il est réclamé par les Rangers de New York le 6 janvier 2025. 

## Statistiques

### En club
| Saison     | Équipe               | Ligue      |     | Saison régulière | Saison régulière | Saison régulière | Saison régulière | Saison régulière |   | Séries éliminatoires | Séries éliminatoires | Séries éliminatoires | Séries éliminatoires | Séries éliminatoires |
| Saison     | Équipe               | Ligue      | PJ  | B                | A                | Pts              | Pun              | PJ               | B | A                    | Pts                  | Pun                  |                      |                      |
| 2017-2018  | Bulldogs de Hamilton | LHO        | 68  | 31               | 17               | 48               | 20               | 21               | 3 | 8                    | 11                   | 6                    |                      |                      |
| 2018-2019  | Bulldogs de Hamilton | LHO        | 67  | 51               | 51               | 102              | 22               | 4                | 1 | 1                    | 2                    | 0                    |                      |                      |
| 2019-2020  | Bulldogs de Hamilton | LHO        | 57  | 44               | 54               | 98               | 28               | -                | - | -                    | -                    | -                    |                      |                      |
| 2020-2021  | Kings de Los Angeles | LNH        | 1   | 1                | 0                | 1                | 0                | -                | - | -                    | -                    | -                    |                      |                      |
| 2020-2021  | Reign d'Ontario      | LAH        | 40  | 14               | 17               | 31               | 24               | 1                | 0 | 0                    | 0                    | 0                    |                      |                      |
| 2021-2022  | Kings de Los Angeles | LNH        | 80  | 14               | 13               | 27               | 37               | 7                | 0 | 0                    | 0                    | 2                    |                      |                      |
| 2022-2023  | Kings de Los Angeles | LNH        | 56  | 13               | 15               | 28               | 12               | 2                | 0 | 0                    | 0                    | 0                    |                      |                      |
| 2023-2024  | Kings de Los Angeles | LNH        | 51  | 7                | 8                | 15               | 14               | -                | - | -                    | -                    | -                    |                      |                      |
| 2024-2025  | Reign d'Ontario      | LAH        | 5   | 1                | 1                | 2                | 8                | -                | - | -                    | -                    | -                    |                      |                      |
| Totaux LNH | Totaux LNH           | Totaux LNH | 188 | 35               | 36               | 71               | 63               | 9                | 0 | 0                    | 0                    | 2                    |                      |                      |

### En équipe nationale
| Année | Compétition                 |   | PJ | B | A | Pts | Pun           |  | Résultat |
| 2018  | Ivan Hlinka -18 ans         | 5 | 3  | 3 | 6 | 0   | 4e place      |  |          |
| 2020  | Championnat du monde junior | 5 | 4  | 2 | 6 | 4   | 6e place      |  |          |
| 2021  | Championnat du monde junior | 7 | 3  | 5 | 8 | 4   | Médaille d'or |  |          |